# La Meije
La Meije – druga co do wysokości, silnie rozczłonkowana góra w grupie Écrins w Alpach Delfinackich we Francji. Wznosi się w północnej części grupy, dominując od południa nad miejscowością la Grave w dolinie rzeki Romanche. Położenie: 45°0'17" N; 6°18'31" E. Ze względu na oryginalną sylwetkę i znaczenie dla historii alpinizmu jest traktowana jako symbol grupy Écrins, a czasem nawet całych Alp Delfinackich.

## Ukształtowanie i topografia
Masyw la Meije posiada trzy wierzchołki, połączone granią rozciągniętą w kierunku ze wschodu na zachód: la Meije Orientale (Wschodnia, 3890 m n.p.m.), la Meije Centrale (Środkowa, 3974 m n.p.m.), inaczej zwana Pic Central lub Doigt de Dieu (Palec Boży) oraz la Meije Occidentale (Zachodnia, 3983 m n.p.m.) - najwyższy wierzchołek masywu, nazywany też Grand Pic de la Meije. Ten ostatni, w formie ogromnej turni, dominuje nad głęboko wciętą przełęczą zwaną Brèche (szczerbina) de la Meije (3358 m n.p.m.), stanowiącą dla alpinistów przejście z la Grave do la Bérarde w dolinie rzeki Vénéon. Północne zbocza la Meije opadają stromymi zerwami skalno-lodowymi blisko 2500 metrów w dół ku dolinie Romanche. Znaczną część ich powierzchni pokrywają lodowce (franc.: glacier): Glacier de la Meije po stronie zachodniej i Glacier du Tabuchet po stronie wschodniej. Zbocza południowe, tworzące zamknięcie doliny Etançons, opadają śmiałym, 900-metrowym skalnym urwiskiem ku lodowcowi Glacier des Etançons. W górną część tej ściany wchodzi od wschodu system zachodów, dzielący ją na dwa piętra. W linii spadku głównego wierzchołka dolna część ściany, licząca ok. 600 m, jest łatwiejsza, a górna, licząca ok. 300 m - bardzo stroma i nadzwyczaj trudna. Na lewo (na zachód) od linii spadku głównego wierzchołka z południowej ściany wyrasta potężny skalny filar zwany la Promontoire, rozcinający na dole lodowiec des Etançons na dwie części. Wznoszący się ponad filarem skalny ząb to Pyramide Duhamel (3460 m n.p.m.).
Główny zrąb la Meije zbudowany jest z granitów, natomiast najwyższą część masywu wraz z główną granią i trzema wierzchołkami budują gnejsy. Pomiędzy nimi znajduje się cienka warstwa kruchych łupków jurajskich. Linia podziału, obniżająca się od ok. 3650 m n.p.m. na zachodzie, nad Brèche de la Meije, do ok. 3400 m n.p.m. na wschodzie, jest dobrze widoczna od strony południowej. Do początku lata widać ją w postaci ciągu obniżających się w prawo pól śnieżno-lodowych, wyznaczających wspomniany wyżej ciąg zachodów. Początek owej linii wyznacza podstawa charakterystycznego lodowca wiszącego w kształcie zbliżonym do kwadratu (Glacier Carré), widocznego na lewo od Grand Pic de la Meije.

## Dzieje zdobywania La Meije

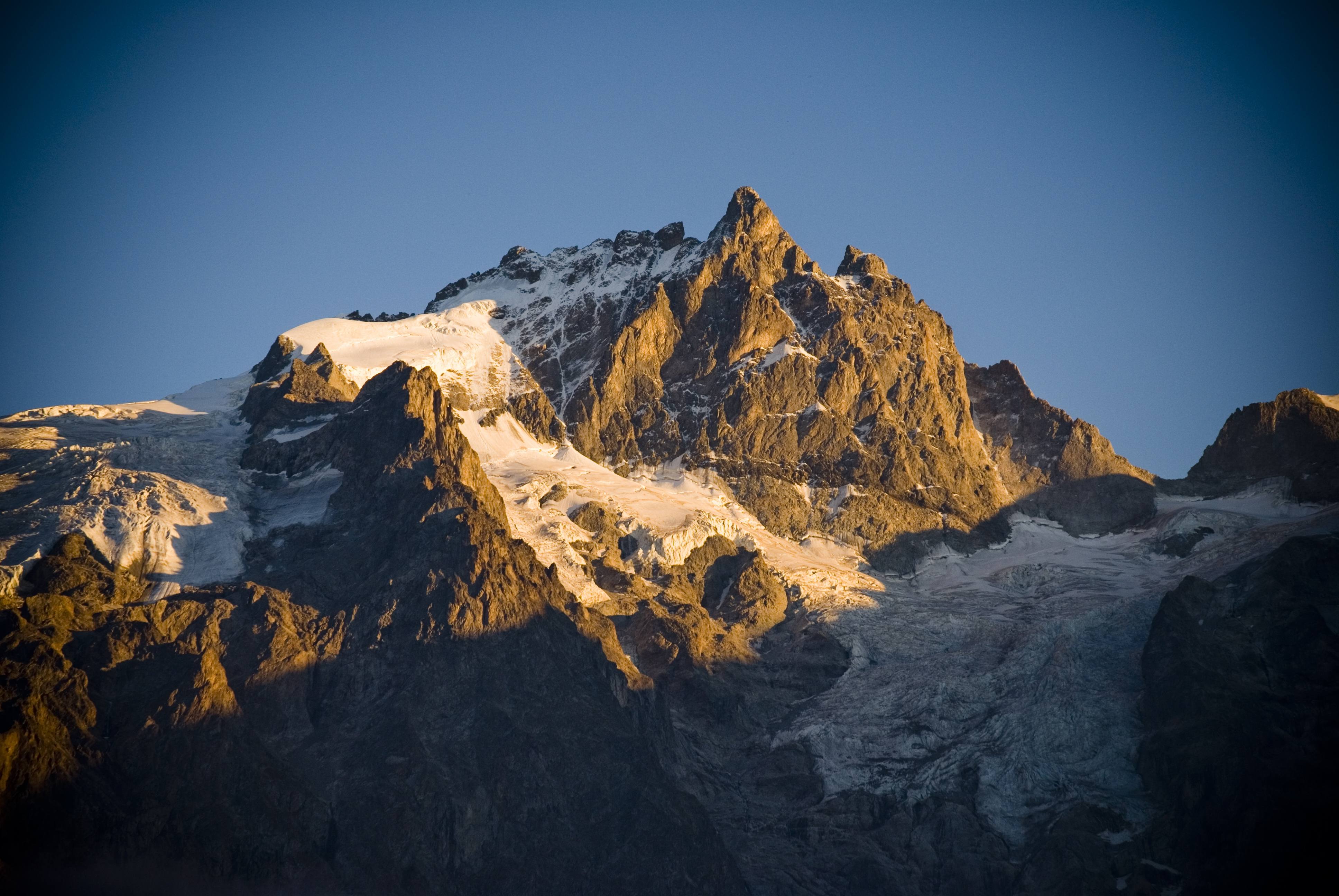
Północna ściana La Meije

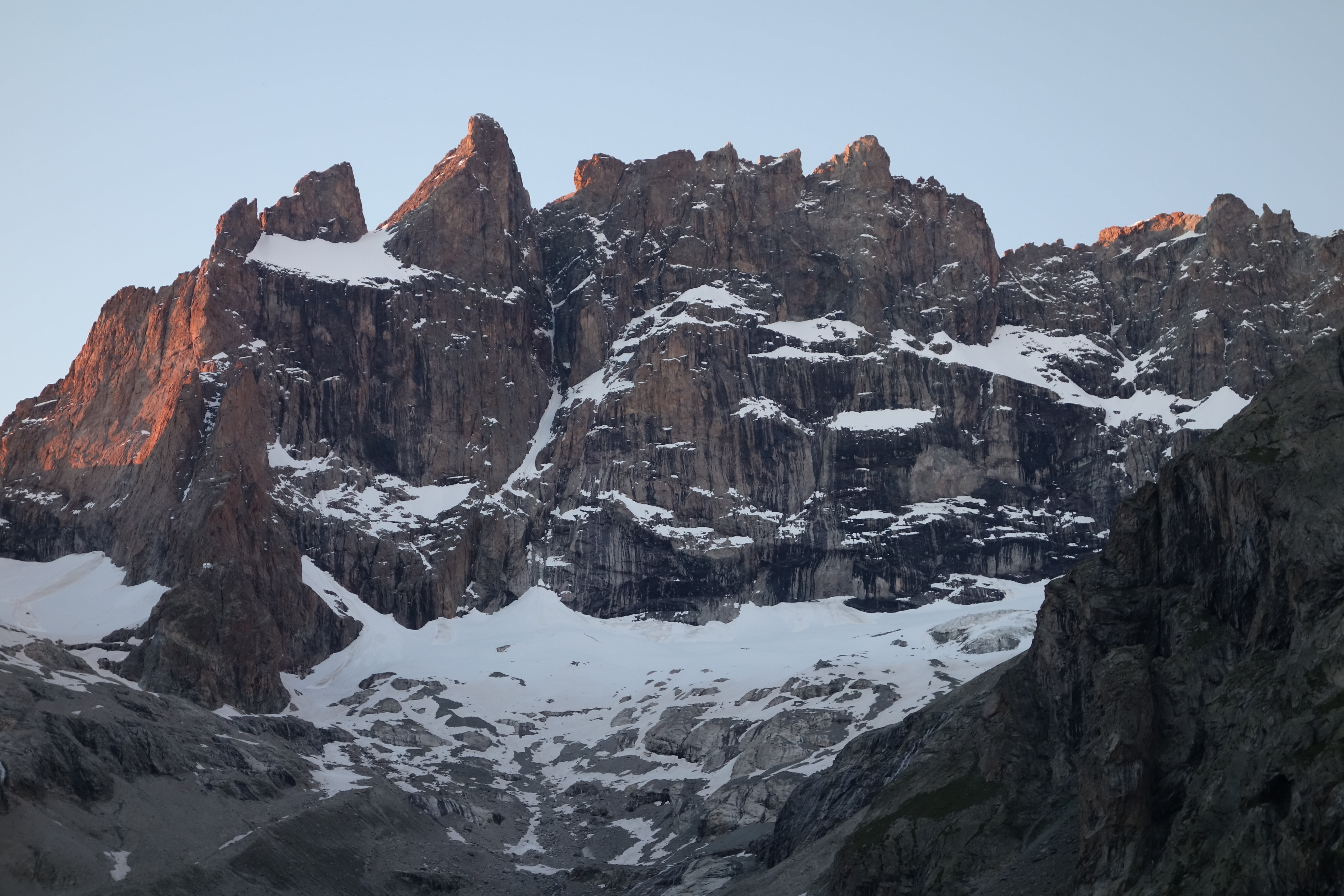
Południowa ściana La Meije

Jako pierwsza została zdobyta Meije Centrale. Dokonali tego, drogą od północy przez górną część lodowca Glacier du Tabuchet, w 1870 r., Margaret Brevoort, jej siostrzeniec William Augustus Coolidge i Ch. Gertsch z przewodnikami Christianem Almerem i Ulrichem Almerem. Najwyższy wierzchołek, Grand Pic de la Meije, został zdobyty po siedemnastu próbach dopiero 16 sierpnia 1877 r. Jego zdobywcą był baron Emmanuel Boileau de Castelnau prowadzony przez miejscowych przewodników z Saint-Christophe-en-Oisans, Pierre’a Gasparda ojca i syna. Ich droga wejścia, wiodąca granią filaru Promontoire, jest dziś uważana za klasyczną. La Meije Orientale została zdobyta w 1878 r. granią północno-wschodnią przez Henriego Duhamela, F. Gonneta i M. Giraud-Lézina.
27 lipca 1885 roku Austriacy Ludwig Purtscheller, Otto Zsigmondy i jego brat Emil Zsigmondy dokonali pierwszego trawersowania całej grani la Meije, idąc w kierunku ze wschodu na zachód i schodząc granią filaru Promontoire. Kilka dni później, 6 sierpnia, w towarzystwie Carla Schultza, podjęli oni próbę pierwszego wejścia ścianą południową na Grand Pic de la Meije. Po podejściu wspomnianymi zachodami pod górne spiętrzenie ściany Emil pokonał bardzo trudny, liczący 30 metrów komin, po czym wyszedłszy na eksponowany trawers runął w dół 600 metrów na lodowiec Glacier des Etançons. Podobnie zginął 28 czerwca 1911 r. podczas próby samotnego pokonania południowej ściany góry Jean de Rufz de Lawison.
Ściana poddała się dopiero w dniu 15 lipca 1912 r. jednemu z najwybitniejszych wspinaczy tamtej epoki, Angelo Dibonie. Wszedł on w dolne urwiska ściany w towarzystwie  L. Rizzi'ego i braci Mayer i po 15 godzinach osiągnął szczyt, ustanawiając jeden z rekordów ówczesnego alpinizmu. Nadzwyczaj trudną i efektowną drogę Dibony powtórzyli w 1926 r. w 14 godzin austriacy (L. Grazer i H. Jarra), a górną jej część, powyżej zachodów - w 1927 r. w 3 godziny i 15 minut A. Arnaud i E. Stofer. W 1934 r. Pierre Allain, Raymond Leininger i Jean Vernet wytyczyli drogę środkiem południowej ściany, będąca dziś jednym z wielkich klasycznych przejść ścianowych w Oisans.
Od tamtych czasów na La Meije wytyczono dziesiątki kolejnych dróg, jednak wciąż pojawiają się nowe dokonania. 5-6 sierpnia 2015 r. Arnaud Guillaume i Antoine Avenas otworzyli nową drogę na południowej ścianie La Meije w linii spadku 4. „Zębu”, ocenioną przez nich na ED-/ED, 6c max. (6b+ obowiązkowe). Z kolei z końcem sierpnia 2021 r. Cyril Dupeyré, Benjamin Ribeyre i Erin Smart wytyczyli kolejną drogę, poprowadzoną tuż na prawo od turni Doigt de Dieu i nazwaną Athée Pieds (ocena: ED+, 7c max, 6c obowiązkowe).

## Polskie pierwsze wejścia
Pierwszego polskiego wejścia w masywie La Meije dokonali w dniu 25 sierpnia 1915 r. Zygmunt Klemensiewicz z żoną, zdobywając La Meije Orientale. W dwa lata później, 19 sierpnia 1917 r., Zygmunt Klemensiewicz, któremu towarzyszył miejscowy przewodnik Jean Turc, wszedł na główny wierzchołek drogą klasyczną od południa. W 1931 r. zespół w składzie: Wincenty Birkenmajer, Jan Kazimierz Dorawski, Jerzy Golcz i Jan Alfred Szczepański dokonał drugiego w historii całkowitego przejścia południowej ściany La Meije. W trudnych warunkach (zimno, kilkakrotne nawroty śnieżycy, oblodzenie ściany) w dniach 31 lipca - 1 sierpnia zdobyli szczyt, schodząc 2 sierpnia północną ścianą do La Grave.
Kolejnego polskiego przejścia południowej ściany La Meije dokonali latem 1958 r. Jacek Mach i Jerzy Rudnicki.